# モンテカルロ・スポーティング
モンテカルロ・スポーティング (英: Monte-Carlo Sporting) は、モナコのモンテカルロにあるコンベンションセンターである。3つのホールで形成されており、小規模なスポーツ興行やアワード授賞式に利用されている。

## 概要
モンテカルロ・スポーティングはモナコのビジネスマンヴィクトル・パストルによって設計され、1974年に開場した。その後1999年に改修されモナコの大手証券会社であるソシエテ・デス・バインズ・デ・メルデ・モンテカルロがオーナーとして運営されている。
スポーツでも少人数収容の興行を行ったり、毎年夏にはモンテカルロ・スポーティング・サマー・フェスティバルを開催していてコンベンションホールとしての機能を発揮している。